# Antonio Dura
Antonio Dura war ein italienischer römisch-katholischer Bischof.
Dura wurde am 29. Juli 1506 zum Bischof von Lacedonia ernannt. Um 1538 resignierte er.